# Квинчинетто
Квинчинетто (итал. Quincinetto) — коммуна в Италии, располагается в регионе Пьемонт, в провинции Турин.
Население составляет 1054 человека (2008 г.), плотность населения составляет 59 чел./км². Занимает площадь 18 км². Почтовый индекс — 10010. Телефонный код — 0125.
Покровителем коммуны почитается Христос-Спаситель, празднование в светлый понедельник.

## Демография
Динамика населения:

## Города-побратимы
- Марна, Франция

## Администрация коммуны
- Официальный сайт: http://www.comune.quincinetto.to.it/ Архивная копия от 27 марта 2010 на Wayback Machine